# Giro d'Italia de 2019
A 102.ª edição do Giro d'Italia celebrar-se-á entre 11 de maio e 2 de junho de 2019 iniciando com uma contrarrelógio individual na cidade de Bolonha e finalizando com outra contrarrelógio individual na cidade de Verona em Itália. O percurso consta de um total de 21 etapas sobre uma distância total de 3 518,5 km.
Adicionalmente às contrarrelógios de início e fim, tem-se uma terceira contrarrelógio individual no meio da carreira na etapa 9 junto com 5 etapas de montanha e 7 finais em alto num percurso altamente montanhoso, fazendo da edição 2019 uma das mais abertas, equilibradas e exigentes dos últimos anos.
Assim mesmo o percurso proposto procura homenagear, entre outros, ao génio Leonardo da Vinci no 500.º aniversário do seu falecimento com o início da terceira etapa pela localidade de Vinci e também ao legendário ciclista Fausto Coppi na décima segunda etapa entre Cuneo e Pinerolo em comemoração de sua gesta no Giro 1949 quando num ataque em solitário remontou mais de 11 minutos sobre o seu rival Gino Bartali.
A carreira foi a primeira das denominadas Grandes Voltas da temporada e fez parte do circuito UCI World Tour de 2019 dentro da categoria 2.uwT, sendo a vigésima terceira competição do calendário de máxima categoria mundial e foi vencida pelo ciclista equatoriano Richard Carapaz, quem com este triunfo converteu-se no primeiro ciclista de seu país em ganhar um Giro d'Italia e o segundo ciclista sul americano em consegui-lo depois do triunfo obtido pelo ciclista colombiano Nairo Quintana no Giro 2014. O pódio completaram-no, em segundo lugar, o ciclista italiano Vincenzo Nibali da equipa Bahrain-Merida e em terceiro lugar, o ciclista esloveno Primož Roglič da equipa Jumbo-Visma.

## Equipas participantes
Para outros detalhes, ver seção: Ciclistas participantes e posições finais
Tomaram a partida um total de 22 equipas dos quais assistiram por direito proprio os 18 equipas UCI World Team e por convite directo dos organizadores da prova (RCS Sport) 4 equipas de categoria Profissional Continentalquem conformaram um pelotão de 176 ciclistas. As equipas participantes são:
| Equipes WorldTeam (18)- AG2R La Mondiale - Astana - Bahrain-Merida - Bora-hansgrohe - CCC Team - Dimension Data - EF Education First - Groupama-FDJ - Team Jumbo-Visma - Lotto Soudal - Mitchelton-Scott - Movistar Team - Deceuninck-Quick Step - Katusha-Alpecin - Ineos - Team Sunweb - Trek-Segafredo - UAE Team Emirates Equipes profissionais Continentais (4)- Androni Giocattoli-Sidermec - Bardiani CSF - Israel Cycling Academy - Nippo Vini Fantini Faizanè |
| |

## Favoritos
- Tom Dumoulin (Sunweb). O ciclista neerlandês de 28 anos, fará novamente o doblete Giro-Tour, mas focando-se principalmente no Giro[4] em onde foi o ganhador na edição centenária em 2017 e segundo em 2018. Assim mesmo lhe precede uma vitória no campeonato mundial contrarrelógio 2017 e um segundo lugar na edição 2018 que lhe fazem um candidato forte a seguir, considerando especialmente as 3 contrarrelógio que correr-se-ão na presente edição que somam um total de 58,5 km.
- Simon Yates (Mitchelton-Scott). Depois de roçar a vitória no Giro 2018 com 3 triunfos de etapa e a liderança da prova à falta de 3 etapas, o ciclista britânico de 26 anos, tenta novamente na presente edição,[5] depois de conseguir o seu primeiro triunfo numa Grande Volta com a Volta a Espanha de 2018. Contará com a colaboração do colombiano Esteban Chaves na montanha.
- Miguel Ángel López (Astana). Depois de conseguir a terceira praça tanto no Giro como na Volta em 2018, o ciclista colombiano de 25 anos, procurará melhorar sua localização na classificação geral na sua segunda participação do Giro. Precedem-lhe 2 vitórias em carreiras por etapas do UCI World Tour com a Volta à Suíça de 2016 e a Volta à Catalunha de 2019.[6] Contará na montanha com o apoio do espanhol Íon Izagirre[7] e o italiano Dario Cataldo.
- Primož Roglič (Jumbo-Visma). O ciclista esloveno de 29 anos tem mostrado uma grande progressão nos últimos anos com 5 vitórias em carreiras por etapas do UCI World Tour, 3 delas no 2019 no UAE Tour, a Tirreno-Adriático e a Volta à Romandia e volta ao Giro em onde estreiou em 2016 na posição 58.ª. Precede-lhe um quarto lugar no Tour de France de 2018 e um segundo lugar no mundial contrarrelógio 2017 cuja especialidade será chave para sacar proveito das 3 contrarrelógio que correr-se-ão na presente edição. Contará na montanha com a ajuda de Laurens De Plus e Antwan Tolhoek.[8]
- Vincenzo Nibali (Bahrain Merida). O ciclista italiano de 34 anos ganhador das 3 Grandes Voltas com uma Volta em 2010, um Tour em 2014 e 2 Giros nas edições 2013 e 2016, tentará somar a sua quinta Grande Volta e terceiro Giro. Contará com o apoio do seu compatriota Domenico Pozzovivo nas etapas de montanha.
- Mikel Landa (Movistar). Depois de um 2018 opaco e depois de ter-se recuperado de uma lesão da clavícula ocorrida enquanto corria o Troféu Ses Salines-Campos-Porreres-Felanitx na disputa do Challenge a Mallorca 2019, o ciclista espanhol de 29 anos, confia chegar em plenas condições para disputar o Giro[9] em onde foi terceiro na edição 2015 com 2 vitórias de etapa e 17.º na edição 2017 com triunfo de etapa e a classificação da montanha. Para as etapas de montanha, contará com a ajuda do equatoriano Richard Carapaz, quem ocupou a quarta posição na passada edição do Giro e de seu compatriota José Joaquín Rojas.
- Ilnur Zakarin (Katusha-Alpecin). Depois de ter participado nas edições 2015, 2016 e 2017, em onde ocupou o 5.º lugar em esta última, o ciclista russo de 29 anos, voltará na presente edição tentando superar a sua palmarés em Grandes Voltas, depois do terceiro lugar obtido na Volta a Espanha de 2017.
- Richard Carapaz (Movistar). O ciclista equatoriano de 25 anos chega em bom nível de forma depois da sua vitória na Volta a Astúrias de 2019. Precede-lhe um quarto lugar e uma vitória de etapa no Giro 2018 e ainda que chega como apoio de Mikel Landa, as suas possibilidades na presente edição dependerão da liberdade que lhe dê a sua equipa nos momentos decisivos da carreira.

## Percorrido
| Etapa | Data    | Percurso                                         | type                      | Distância (km) | Vencedor         | Líder geral     |
| ----- | ------- | ------------------------------------------------ | ------------------------- | -------------- | ---------------- | --------------- |
| 1     | 11 mai. | Bolonha – Santuário de Nossa Senhora de São Luca | contrarrelógio individual | 8              | Primož Roglič    | Primož Roglič   |
| 2     | 12 mai. | Bolonha – Fucecchio                              | etapa escarpada           | 205            | Pascal Ackermann | Primož Roglič   |
| 3     | 13 mai. | Vinci – Orbetello                                | etapa plana               | 220            | Fernando Gaviria | Primož Roglič   |
| 4     | 14 mai. | Orbetello – Frascati                             | etapa plana               | 235            | Richard Carapaz  | Primož Roglič   |
| 5     | 15 mai. | Frascati – Terracina                             | etapa plana               | 140            | Pascal Ackermann | Primož Roglič   |
| 6     | 16 mai. | Cassino – San Giovanni Rotondo                   | etapa escarpada           | 238            | Fausto Masnada   | Valerio Conti   |
| 7     | 17 mai. | Vasto – Áquila                                   | etapa escarpada           | 185            | Pello Bilbao     | Valerio Conti   |
| 8     | 18 mai. | Tortoreto – Pesaro                               | etapa escarpada           | 239            | Caleb Ewan       | Valerio Conti   |
| 9     | 19 mai. | Riccione – San Marino                            | contrarrelógio individual | 34,8           | Primož Roglič    | Valerio Conti   |
|       | 20 mai. | Dia de descanso                                  | Dia de descanso           |                |                  |                 |
| 10    | 21 mai. | Ravena – Módena                                  | etapa plana               | 145            | Arnaud Démare    | Valerio Conti   |
| 11    | 22 mai. | Carpi – Novi Ligure                              | etapa plana               | 221            | Caleb Ewan       | Valerio Conti   |
| 12    | 23 mai. | Cuneo – Pinerolo                                 | média montanha            | 158            | Cesare Benedetti | Jan Polanc      |
| 13    | 24 mai. | Pinerolo – Ceresole Reale                        | alta montanha             | 196            | Ilnur Zakarin    | Jan Polanc      |
| 14    | 25 mai. | Saint-Vincent – Courmayeur                       | alta montanha             | 131            | Richard Carapaz  | Richard Carapaz |
| 15    | 26 mai. | Ivrea – Como                                     | média montanha            | 232            | Dario Cataldo    | Richard Carapaz |
|       | 27 mai. | Dia de descanso                                  | Dia de descanso           |                |                  |                 |
| 16    | 28 mai. | Lovere – Ponte di Legno                          | alta montanha             | 194            | Giulio Ciccone   | Richard Carapaz |
| 17    | 29 mai. | Commezzadura – Rasun Anterselva                  | média montanha            | 181            | Nans Peters      | Richard Carapaz |
| 18    | 30 mai. | Valdaora – Santa Maria di Sala                   | etapa plana               | 222            | Damiano Cima     | Richard Carapaz |
| 19    | 31 mai. | Treviso – San Martino di Castrozza               | média montanha            | 151            | Esteban Chaves   | Richard Carapaz |
| 20    | 1 jun.  | Feltre – Passo Croce d'Aune                      | alta montanha             | 194            | Pello Bilbao     | Richard Carapaz |
| 21    | 2 jun.  | Verona – Verona                                  | contrarrelógio individual | 17             | Chad Haga        | Richard Carapaz |

## Classificações finais
As classificações finalizaram da seguinte forma:

### Classificação geral(Maglia Rosa)
| \| Classificação geral \| Classificação geral \| Classificação geral \| Classificação geral \| Classificação geral \| \| Ciclista \| Ciclista \| Equipe \| Tempo \| \| \| ------------------- \| ------------------- \| --------------------------- \| ------------------- \| ------------------- \| \| 1. \| Richard Carapaz \| Movistar Team \| 90h01m47s \| \| \| 2. \| Vincenzo Nibali \| Bahrain-Merida \| + 1m05s \| \| \| 3. \| Primož Roglič \| Team Jumbo-Visma \| + 2m30s \| \| \| 4. \| Mikel Landa \| Movistar Team \| + 2m38s \| \| \| 5. \| Bauke Mollema \| Trek-Segafredo \| + 5m43s \| \| \| 6. \| Rafał Majka \| Bora-Hansgrohe \| + 6m56s \| \| \| 7. \| Miguel Ángel López \| Astana \| + 7m26s \| \| \| 8. \| Simon Yates \| Mitchelton-Scott \| + 7m49s \| \| \| 9. \| Pavel Sivakov \| Team Ineos \| + 8m56s \| \| \| 10. \| Ilnur Zakarin \| Katusha-Alpecin \| + 12m14s \| \| \| 11. \| Hugh Carthy \| EF Education First \| + 16m36s \| \| \| 12. \| Joe Dombrowski \| EF Education First \| + 20m12s \| \| \| 13. \| Valentin Madouas \| Groupama-FDJ \| + 21m59s \| \| \| 14. \| Davide Formolo \| Bora-Hansgrohe \| + 22m38s \| \| \| 15. \| Jan Polanc \| UAE Team Emirates \| + 22m38s \| \| \| 16. \| Giulio Ciccone \| Trek-Segafredo \| + 27m19s \| \| \| 17. \| Mikel Nieve \| Mitchelton-Scott \| + 27m46s \| \| \| 18. \| Tanel Kangert \| EF Education First \| + 30m11s \| \| \| 19. \| Domenico Pozzovivo \| Bahrain-Merida \| + 33m40s \| \| \| 20. \| Fausto Masnada \| Androni Giocattoli-Sidermec \| + 34m52s \| \| |                    |                             |           |
| |                    |                             |           |
| Fonte: ProCyclingStats |                    |                             |           |
| Classificação geral |                    |                             |           |
| Ciclista | Ciclista           | Equipe                      | Tempo     |
| 1. | Richard Carapaz    | Movistar Team               | 90h01m47s |
| 2. | Vincenzo Nibali    | Bahrain-Merida              | + 1m05s   |
| 3. | Primož Roglič      | Team Jumbo-Visma            | + 2m30s   |
| 4. | Mikel Landa        | Movistar Team               | + 2m38s   |
| 5. | Bauke Mollema      | Trek-Segafredo              | + 5m43s   |
| 6. | Rafał Majka        | Bora-Hansgrohe              | + 6m56s   |
| 7. | Miguel Ángel López | Astana                      | + 7m26s   |
| 8. | Simon Yates        | Mitchelton-Scott            | + 7m49s   |
| 9. | Pavel Sivakov      | Team Ineos                  | + 8m56s   |
| 10. | Ilnur Zakarin      | Katusha-Alpecin             | + 12m14s  |
| 11. | Hugh Carthy        | EF Education First          | + 16m36s  |
| 12. | Joe Dombrowski     | EF Education First          | + 20m12s  |
| 13. | Valentin Madouas   | Groupama-FDJ                | + 21m59s  |
| 14. | Davide Formolo     | Bora-Hansgrohe              | + 22m38s  |
| 15. | Jan Polanc         | UAE Team Emirates           | + 22m38s  |
| 16. | Giulio Ciccone     | Trek-Segafredo              | + 27m19s  |
| 17. | Mikel Nieve        | Mitchelton-Scott            | + 27m46s  |
| 18. | Tanel Kangert      | EF Education First          | + 30m11s  |
| 19. | Domenico Pozzovivo | Bahrain-Merida              | + 33m40s  |
| 20. | Fausto Masnada     | Androni Giocattoli-Sidermec | + 34m52s  |

### Classificação por pontos(Maglia Ciclamino)
| Classificação por pontos | Classificação por pontos | Classificação por pontos    | Classificação por pontos | Classificação por pontos |
| Ciclista                 | Ciclista                 | Equipe                      | Pontos                   |                          |
| ------------------------ | ------------------------ | --------------------------- | ------------------------ | ------------------------ |
| 1.                       | Pascal Ackermann         | Bora-Hansgrohe              | 226 pts                  |                          |
| 2.                       | Arnaud Démare            | Groupama-FDJ                | 213 pts                  |                          |
| 3.                       | Damiano Cima             | Nippo-Vini Fantini-Faizanè  | 104 pts                  |                          |
| 4.                       | Fausto Masnada           | Androni Giocattoli-Sidermec | 93 pts                   |                          |
| 5.                       | Richard Carapaz          | Movistar Team               | 90 pts                   |                          |
| 6.                       | Davide Cimolai           | Israel Cycling Academy      | 60 pts                   |                          |
| 7.                       | Mirco Maestri            | Bardiani CSF                | 54 pts                   |                          |
| 8.                       | Vincenzo Nibali          | Bahrain-Merida              | 51 pts                   |                          |
| 9.                       | Primož Roglič            | Team Jumbo-Visma            | 50 pts                   |                          |
| 10.                      | Pello Bilbao             | Astana                      | 48 pts                   |                          |

### Classificação da montanha(Maglia Azzurra)
| Classificação da montanha | Classificação da montanha | Classificação da montanha   | Classificação da montanha | Classificação da montanha |
| Ciclista                  | Ciclista                  | Equipe                      | Pontos                    |                           |
| ------------------------- | ------------------------- | --------------------------- | ------------------------- | ------------------------- |
| 1.                        | Giulio Ciccone            | Trek-Segafredo              | 267 pts                   |                           |
| 2.                        | Fausto Masnada            | Androni Giocattoli-Sidermec | 115 pts                   |                           |
| 3.                        | Damiano Caruso            | Bahrain-Merida              | 86 pts                    |                           |
| 4.                        | Richard Carapaz           | Movistar Team               | 75 pts                    |                           |
| 5.                        | Mikel Nieve               | Mitchelton-Scott            | 68 pts                    |                           |
| 6.                        | Ilnur Zakarin             | Katusha-Alpecin             | 54 pts                    |                           |
| 7.                        | Mattia Cattaneo           | Androni Giocattoli-Sidermec | 53 pts                    |                           |
| 8.                        | Pello Bilbao              | Astana                      | 46 pts                    |                           |
| 9.                        | Mikel Landa               | Movistar Team               | 42 pts                    |                           |
| 10.                       | Gianluca Brambilla        | Trek-Segafredo              | 40 pts                    |                           |

### Classificação dos jovens(Maglia Bianca)
| Classificação dos jovens | Classificação dos jovens | Classificação dos jovens | Classificação dos jovens | Classificação dos jovens |
| Ciclista                 | Ciclista                 | Equipe                   | Tempo                    |                          |
| ------------------------ | ------------------------ | ------------------------ | ------------------------ | ------------------------ |
| 1.                       | Miguel Ángel López       | Astana                   | 90h09m13s                |                          |
| 2.                       | Pavel Sivakov            | Team Ineos               | + 1m30s                  |                          |
| 3.                       | Hugh Carthy              | EF Education First       | + 9m10s                  |                          |
| 4.                       | Valentin Madouas         | Groupama-FDJ             | + 14m33s                 |                          |
| 5.                       | Giulio Ciccone           | Trek-Segafredo           | + 19m53s                 |                          |
| 6.                       | Edward Dunbar            | Team Ineos               | + 35m00s                 |                          |
| 7.                       | Lucas Hamilton           | Mitchelton-Scott         | + 57m05s                 |                          |
| 8.                       | Ben O'Connor             | Dimension Data           | + 1h10m23s               |                          |
| 9.                       | Chris Hamilton           | Team Sunweb              | + 1h16m36s               |                          |
| 10.                      | Jai Hindley              | Team Sunweb              | + 1h20m43s               |                          |

### Classificação dos sprint intermediários
| Classificação por pontos | Classificação por pontos | Classificação por pontos    | Classificação por pontos | Classificação por pontos |
| Ciclista                 | Ciclista                 | Equipe                      | Pontos                   |                          |
| ------------------------ | ------------------------ | --------------------------- | ------------------------ | ------------------------ |
| 1.                       | Pascal Ackermann         | Bora-Hansgrohe              | 226 pts                  |                          |
| 2.                       | Arnaud Démare            | Groupama-FDJ                | 213 pts                  |                          |
| 3.                       | Damiano Cima             | Nippo-Vini Fantini-Faizanè  | 104 pts                  |                          |
| 4.                       | Fausto Masnada           | Androni Giocattoli-Sidermec | 93 pts                   |                          |
| 5.                       | Richard Carapaz          | Movistar Team               | 90 pts                   |                          |
| 6.                       | Davide Cimolai           | Israel Cycling Academy      | 60 pts                   |                          |
| 7.                       | Mirco Maestri            | Bardiani CSF                | 54 pts                   |                          |
| 8.                       | Vincenzo Nibali          | Bahrain-Merida              | 51 pts                   |                          |
| 9.                       | Primož Roglič            | Team Jumbo-Visma            | 50 pts                   |                          |
| 10.                      | Pello Bilbao             | Astana                      | 48 pts                   |                          |

### Classificação da combatividade
| Classificação da combatividade | Classificação da combatividade | Classificação da combatividade | Classificação da combatividade | Classificação da combatividade |
| Ciclista                       | Ciclista                       | Equipe                         | Pontos                         |                                |
| ------------------------------ | ------------------------------ | ------------------------------ | ------------------------------ | ------------------------------ |
| 1.                             | Fausto Masnada                 | Androni Giocattoli-Sidermec    | 74 pts                         |                                |
| 2.                             | Damiano Cima                   | Nippo-Vini Fantini-Faizanè     | 58 pts                         |                                |
| 3.                             | Giulio Ciccone                 | Trek-Segafredo                 | 57 pts                         |                                |
| 4.                             | Arnaud Démare                  | Groupama-FDJ                   | 47 pts                         |                                |
| 5.                             | Pascal Ackermann               | Bora-Hansgrohe                 | 43 pts                         |                                |
| 6.                             | Mirco Maestri                  | Bardiani CSF                   | 36 pts                         |                                |
| 7.                             | Marco Frapporti                | Androni Giocattoli-Sidermec    | 35 pts                         |                                |
| 8.                             | Mattia Cattaneo                | Androni Giocattoli-Sidermec    | 34 pts                         |                                |
| 9.                             | Richard Carapaz                | Movistar Team                  | 30 pts                         |                                |
| 10.                            | Dario Cataldo                  | Astana                         | 27 pts                         |                                |

### Classificação por equipas"Super Team"
| Classificação por equipes | Classificação por equipes   | Classificação por equipes | Classificação por equipes |
| Equipe                    | Equipe                      | Tempo                     |                           |
| ------------------------- | --------------------------- | ------------------------- | ------------------------- |
| 1.                        | Movistar Team               | 270h44m14s                |                           |
| 2.                        | Astana                      | + 17m36s                  |                           |
| 3.                        | Bahrain-Merida              | + 18m31s                  |                           |
| 4.                        | EF Education First          | + 25m35s                  |                           |
| 5.                        | Mitchelton-Scott            | + 30m56s                  |                           |
| 6.                        | Ineos                       | + 37m36s                  |                           |
| 7.                        | Trek-Segafredo              | + 1h11m03s                |                           |
| 8.                        | Bora-hansgrohe              | + 1h37m39s                |                           |
| 9.                        | Androni Giocattoli-Sidermec | + 1h37m39s                |                           |
| 10.                       | Team Jumbo-Visma            | + 2h07m26s                |                           |

## Evolução das classificações
| Etapa                 | Vencedor              | Classificação geral Maglia Rosa | Classificação por pontos Maglia Ciclamino | Classificação da montanha Maglia Azzurra | Classificação dos jovens Maglia Bianca | Classificação por equipas por tempos |
| --------------------- | --------------------- | ------------------------------- | ----------------------------------------- | ---------------------------------------- | -------------------------------------- | ------------------------------------ |
| 1.ª                   | Primož Roglič         | Primož Roglič                   | Primož Roglič                             | Giulio Ciccone                           | Miguel Ángel López                     | Jumbo-Visma                          |
| 2.ª                   | Pascal Ackermann      | Primož Roglič                   | Pascal Ackermann                          | Giulio Ciccone                           | Miguel Ángel López                     | Jumbo-Visma                          |
| 3.ª                   | Fernando Gaviria      | Primož Roglič                   | Fernando Gaviria                          | Giulio Ciccone                           | Miguel Ángel López                     | Jumbo-Visma                          |
| 4.ª                   | Richard Carapaz       | Primož Roglič                   | Pascal Ackermann                          | Giulio Ciccone                           | Miguel Ángel López                     | Bora-Hansgrohe                       |
| 5.ª                   | Pascal Ackermann      | Primož Roglič                   | Pascal Ackermann                          | Giulio Ciccone                           | Miguel Ángel López                     | Bora-Hansgrohe                       |
| 6.ª                   | Fausto Masnada        | Valerio Conti                   | Pascal Ackermann                          | Giulio Ciccone                           | Giovanni Carboni                       | Movistar                             |
| 7.ª                   | Pello Bilbao          | Valerio Conti                   | Pascal Ackermann                          | Giulio Ciccone                           | Giovanni Carboni                       | Movistar                             |
| 8.ª                   | Caleb Ewan            | Valerio Conti                   | Pascal Ackermann                          | Giulio Ciccone                           | Giovanni Carboni                       | Movistar                             |
| 9.ª                   | Primož Roglič         | Valerio Conti                   | Pascal Ackermann                          | Giulio Ciccone                           | Nans Peters                            | Movistar                             |
| 10.ª                  | Arnaud Démare         | Valerio Conti                   | Pascal Ackermann                          | Giulio Ciccone                           | Nans Peters                            | Movistar                             |
| 11.ª                  | Caleb Ewan            | Valerio Conti                   | Arnaud Démare                             | Giulio Ciccone                           | Nans Peters                            | Movistar                             |
| 12.ª                  | Cesare Benedetti      | Jan Polanc                      | Arnaud Démare                             | Gianluca Brambilla                       | Hugh Carthy                            | Androni Giocattoli-Sidermec          |
| 13.ª                  | Ilnur Zakarin         | Jan Polanc                      | Arnaud Démare                             | Giulio Ciccone                           | Pavel Sivakov                          | Movistar                             |
| 14.ª                  | Richard Carapaz       | Richard Carapaz                 | Arnaud Démare                             | Giulio Ciccone                           | Pavel Sivakov                          | Movistar                             |
| 15.ª                  | Dario Cataldo         | Richard Carapaz                 | Arnaud Démare                             | Giulio Ciccone                           | Pavel Sivakov                          | Movistar                             |
| 16.ª                  | Giulio Ciccone        | Richard Carapaz                 | Arnaud Démare                             | Giulio Ciccone                           | Miguel Ángel López                     | Movistar                             |
| 17.ª                  | Nans Peters           | Richard Carapaz                 | Arnaud Démare                             | Giulio Ciccone                           | Miguel Ángel López                     | Movistar                             |
| 18.ª                  | Damiano Cima          | Richard Carapaz                 | Pascal Ackermann                          | Giulio Ciccone                           | Miguel Ángel López                     | Movistar                             |
| 19.ª                  | Esteban Chaves        | Richard Carapaz                 | Pascal Ackermann                          | Giulio Ciccone                           | Miguel Ángel López                     | Movistar                             |
| 20.ª                  | Pello Bilbao          | Richard Carapaz                 | Pascal Ackermann                          | Giulio Ciccone                           | Miguel Ángel López                     | Movistar                             |
| 21.ª                  | Chad Haga             | Richard Carapaz                 | Pascal Ackermann                          | Giulio Ciccone                           | Miguel Ángel López                     | Movistar                             |
| Classificações finais | Classificações finais | Richard Carapaz                 | Pascal Ackermann                          | Giulio Ciccone                           | Miguel Ángel López                     | Movistar                             |

## Ciclistas participantes e posições finais
| Movistar Team MOV | Movistar Team MOV        | Movistar Team MOV |
| ----------------- | ------------------------ | ----------------- |
| Num               | Ciclista                 | Pos               |
| 1                 | Mikel Landa (ESP)        | 4.                |
| 2                 | Andrey Amador (CRC)      | 39.               |
| 3                 | Richard Carapaz (ECU)    | 1.                |
| 4                 | Héctor Carretero (ESP)   | 88.               |
| 5                 | Lluís Mas (ESP)          | 126.              |
| 6                 | Antonio Pedrero (ESP)    | 46.               |
| 7                 | José Joaquín Rojas (ESP) | 50.               |
| 8                 | Jasha Sütterlin (GER)    | 120.              |

| AG2R La Mondiale ALM | AG2R La Mondiale ALM    | AG2R La Mondiale ALM |
| -------------------- | ----------------------- | -------------------- |
| Num                  | Ciclista                | Pos                  |
| 11                   | Tony Gallopin (FRA)     | DNF-16               |
| 12                   | François Bidard (FRA)   | 30.                  |
| 13                   | Nico Denz (GER)         | 124.                 |
| 14                   | Hubert Dupont (FRA)     | 47.                  |
| 15                   | Ben Gastauer (LUX)      | 79.                  |
| 16                   | Nans Peters (FRA)       | 61.                  |
| 17                   | Larry Warbasse (USA)    | 52.                  |
| 18                   | Alexis Vuillermoz (FRA) | 29.                  |

| Androni Giocattoli-Sidermec ANS | Androni Giocattoli-Sidermec ANS | Androni Giocattoli-Sidermec ANS |
| ------------------------------- | ------------------------------- | ------------------------------- |
| Num                             | Ciclista                        | Pos                             |
| 21                              | Francesco Gavazzi (ITA)         | 58.                             |
| 22                              | Manuel Belletti (ITA)           | 109.                            |
| 23                              | Mattia Cattaneo (ITA)           | 28.                             |
| 24                              | Miguel Flórez López (COL)       | 72.                             |
| 25                              | Marco Frapporti (ITA)           | 81.                             |
| 26                              | Fausto Masnada (ITA)            | 20.                             |
| 27                              | Matteo Montaguti (ITA)          | 53.                             |
| 28                              | Andrea Vendrame (ITA)           | 55.                             |

| Astana AST | Astana AST               | Astana AST |
| ---------- | ------------------------ | ---------- |
| Num        | Ciclista                 | Pos        |
| 31         | Miguel Ángel López (COL) | 7.         |
| 32         | Pello Bilbao (ESP)       | 31.        |
| 33         | Manuele Boaro (ITA)      | 90.        |
| 34         | Dario Cataldo (ITA)      | 48.        |
| 35         | Jan Hirt (CZE)           | 27.        |
| 36         | Ion Izagirre (ESP)       | 36.        |
| 37         | Davide Villella (ITA)    | 60.        |
| 38         | Andrey Zeits (KAZ)       | 26.        |

| Bahrain-Merida TBM | Bahrain-Merida TBM       | Bahrain-Merida TBM |
| ------------------ | ------------------------ | ------------------ |
| Num                | Ciclista                 | Pos                |
| 41                 | Vincenzo Nibali (ITA)    | 2.                 |
| 42                 | Valerio Agnoli (ITA)     | 93.                |
| 43                 | Grega Bole (SLO)         | 110.               |
| 44                 | Damiano Caruso (ITA)     | 23.                |
| 45                 | Andrea Garosio (ITA)     | 98.                |
| 46                 | Kristjan Koren (SLO)     | NP-5               |
| 47                 | Antonio Nibali (ITA)     | 76.                |
| 48                 | Domenico Pozzovivo (ITA) | 19.                |

| Bardiani CSF BRD | Bardiani CSF BRD       | Bardiani CSF BRD |
| ---------------- | ---------------------- | ---------------- |
| Num              | Ciclista               | Pos              |
| 51               | Enrico Barbin (ITA)    | DNF-14           |
| 52               | Giovanni Carboni (ITA) | 57.              |
| 53               | Luca Covili (ITA)      | 84.              |
| 54               | Mirco Maestri (ITA)    | 103.             |
| 55               | Umberto Orsini (ITA)   | NP-9             |
| 56               | Lorenzo Rota (ITA)     | 85.              |
| 57               | Manuel Senni (ITA)     | 59.              |
| 58               | Paolo Simion (ITA)     | 140.             |

| Bora-Hansgrohe BOH | Bora-Hansgrohe BOH               | Bora-Hansgrohe BOH |
| ------------------ | -------------------------------- | ------------------ |
| Num                | Ciclista                         | Pos                |
| 61                 | Rafał Majka (POL)                | 6.                 |
| 62                 | Pascal Ackermann (GER) (estrada) | 122.               |
| 63                 | Cesare Benedetti (ITA)           | 74.                |
| 64                 | Davide Formolo (ITA)             | 14.                |
| 65                 | Jay McCarthy (AUS)               | 62.                |
| 66                 | Paweł Poljański (POL)            | 89.                |
| 67                 | Michaek Schwarzmann (GER)        | 114.               |
| 68                 | Rüdiger Selig (GER)              | 127.               |

| CCC Team CCC | CCC Team CCC             | CCC Team CCC |
| ------------ | ------------------------ | ------------ |
| Num          | Ciclista                 | Pos          |
| 71           | Amaro Antunes (POR)      | 54.          |
| 72           | Josef Černý (CZE)        | 115.         |
| 73           | Víctor de la Parte (ESP) | 21.          |
| 74           | Kamil Gradek (POL)       | 129.         |
| 75           | Jakub Mareczko (ITA)     | HD-12        |
| 76           | Łukasz Owsian (POL)      | 73.          |
| 77           | Laurens ten Dam (NED)    | DNF-6        |
| 78           | Francisco Ventoso (ESP)  | 87.          |

| Deceuninck-Quick Step DQT | Deceuninck-Quick Step DQT    | Deceuninck-Quick Step DQT |
| ------------------------- | ---------------------------- | ------------------------- |
| Num                       | Ciclista                     | Pos                       |
| 81                        | Elia Viviani (ITA) (estrada) | NP-12                     |
| 82                        | Eros Capecchi (ITA)          | 37.                       |
| 83                        | Mikkel Honoré (DEN)          | 101.                      |
| 84                        | Bob Jungels (LUX) (estrada)  | 33.                       |
| 85                        | James Knox (GBR)             | NP-13                     |
| 86                        | Fabio Sabatini (ITA)         | 92.                       |
| 87                        | Florian Sénéchal (FRA)       | DNF-20                    |
| 88                        | Pieter Serry (BEL)           | 38.                       |

| EF Education First EF1 | EF Education First EF1 | EF Education First EF1 |
| ---------------------- | ---------------------- | ---------------------- |
| Num                    | Ciclista               | Pos                    |
| 91                     | Sacha Modolo (ITA)     | DNF-7                  |
| 92                     | Sean Bennett (USA)     | 106.                   |
| 93                     | Matti Breschel (DEN)   | DNF-4                  |
| 94                     | Nathan Brown (USA)     | 67.                    |
| 95                     | Jonathan Caicedo (ECU) | 108.                   |
| 96                     | Hugh Carthy (GBR)      | 11.                    |
| 97                     | Joe Dombrowski (USA)   | 12.                    |
| 98                     | Tanel Kangert (EST)    | 18.                    |

| Groupama-FDJ GFC | Groupama-FDJ GFC          | Groupama-FDJ GFC |
| ---------------- | ------------------------- | ---------------- |
| Num              | Ciclista                  | Pos              |
| 101              | Arnaud Démare (FRA)       | 123.             |
| 102              | Jacopo Guarnieri (ITA)    | 132.             |
| 103              | Ignatas Konovalovas (LTU) | DNF-13           |
| 104              | Olivier Le Gac (FRA)      | 112.             |
| 105              | Tobias Ludvigsson (SWE)   | 82.              |
| 106              | Valentin Madouas (FRA)    | 13.              |
| 107              | Miles Scotson (AUS)       | 138.             |
| 109              | Ramon Sinkeldam (NED)     | 133.             |

| Israel Cycling Academy ICA | Israel Cycling Academy ICA | Israel Cycling Academy ICA |
| -------------------------- | -------------------------- | -------------------------- |
| Num                        | Ciclista                   | Pos                        |
| 111                        | Davide Cimolai (ITA)       | 130.                       |
| 112                        | Awet Ghebremedhn (ERI)     | 128.                       |
| 113                        | Guillaume Boivin (CAN)     | 125.                       |
| 114                        | Conor Dunne (IRL)          | 135.                       |
| 115                        | Krists Neilands (LAT)      | 100.                       |
| 116                        | Rubén Plaza (ESP)          | 71.                        |
| 117                        | Guy Niv (ISR)              | 113.                       |
| 118                        | Kristian Sbaragli (ITA)    | 77.                        |

| Lotto-Soudal LTS | Lotto-Soudal LTS         | Lotto-Soudal LTS |
| ---------------- | ------------------------ | ---------------- |
| Num              | Ciclista                 | Pos              |
| 121              | Caleb Ewan (AUS)         | NP-12            |
| 122              | Victor Campenaerts (BEL) | 111.             |
| 123              | Jasper De Buyst (BEL)    | DNF-15           |
| 124              | Thomas De Gendt (BEL)    | 51.              |
| 125              | Adam Hansen (AUS)        | 68.              |
| 126              | Roger Kluge (GER)        | NP-13            |
| 127              | Jelle Vanendert (BEL)    | DNF-5            |
| 128              | Tosh Van der Sande (BEL) | 64.              |

| Mitchelton-Scott MTS | Mitchelton-Scott MTS          | Mitchelton-Scott MTS |
| -------------------- | ----------------------------- | -------------------- |
| Num                  | Ciclista                      | Pos                  |
| 131                  | Simon Yates (GBR)             | 8.                   |
| 132                  | Jack Bauer (NZL)              | 95.                  |
| 133                  | Brent Bookwalter (USA)        | NP-16                |
| 134                  | Esteban Chaves (COL)          | 40.                  |
| 135                  | Luke Durbridge (AUS)          | 78.                  |
| 136                  | Lucas Hamilton (AUS)          | 25.                  |
| 137                  | Christopher Juul-Jensen (DEN) | 70.                  |
| 138                  | Mikel Nieve (ESP)             | 17.                  |

| Nippo-Vini Fantini-Faizanè NIP | Nippo-Vini Fantini-Faizanè NIP | Nippo-Vini Fantini-Faizanè NIP |
| ------------------------------ | ------------------------------ | ------------------------------ |
| Num                            | Ciclista                       | Pos                            |
| 141                            | Marco Canola (ITA)             | 107.                           |
| 142                            | Damiano Cima (ITA)             | 137.                           |
| 143                            | Nicola Bagioli (ITA)           | DNF-16                         |
| 144                            | Juan José Lobato (ESP)         | 134.                           |
| 145                            | Giovanni Lonardi (ITA)         | DNF-13                         |
| 146                            | Hiroki Nishimura (JPN)         | HD-1                           |
| 147                            | Sho Hatsuyama (JPN)            | 142.                           |
| 148                            | Ivan Santaromita (ITA)         | 102.                           |

| Dimension Data TDD | Dimension Data TDD           | Dimension Data TDD |
| ------------------ | ---------------------------- | ------------------ |
| Num                | Ciclista                     | Pos                |
| 151                | Ben O'Connor (AUS)           | 32.                |
| 152                | Scott Davies (GBR)           | 118.               |
| 153                | Enrico Gasparotto (ITA)      | 69.                |
| 154                | Amanuel Gebrezgabihier (ERI) | 45.                |
| 155                | Ryan Gibbons (RSA)           | 91.                |
| 156                | Giacomo Nizzolo (ITA)        | NP-13              |
| 157                | Mark Renshaw (AUS)           | DNF-13             |
| 158                | Danilo Wyss (SUI)            | 83.                |

| Team Ineos INS | Team Ineos INS           | Team Ineos INS |
| -------------- | ------------------------ | -------------- |
| Num            | Ciclista                 | Pos            |
| 161            | Pavel Sivakov (RUS)      | 9.             |
| 162            | Edward Dunbar (IRL)      | 22.            |
| 163            | Tao Geoghegan Hart (GBR) | DNF-13         |
| 164            | Sebastián Henao (COL)    | 24.            |
| 165            | Christian Knees (GER)    | 96.            |
| 166            | Jhonatan Narváez (ECU)   | 80.            |
| 167            | Salvatore Puccio (ITA)   | 86.            |
| 168            | Iván Ramiro Sosa (COL)   | 44.            |

| Team Jumbo-Visma TJV | Team Jumbo-Visma TJV  | Team Jumbo-Visma TJV |
| -------------------- | --------------------- | -------------------- |
| Num                  | Ciclista              | Pos                  |
| 171                  | Primož Roglič (SLO)   | 3.                   |
| 172                  | Koen Bouwman (NED)    | 41.                  |
| 173                  | Laurens De Plus (BEL) | DNF-7                |
| 174                  | Sepp Kuss (USA)       | 56.                  |
| 175                  | Tom Leezer (NED)      | 119.                 |
| 176                  | Paul Martens (GER)    | 75.                  |
| 177                  | Antwan Tolhoek (NED)  | 65.                  |
| 178                  | Jos van Emden (NED)   | 104.                 |

| Katusha-Alpecin TKA | Katusha-Alpecin TKA        | Katusha-Alpecin TKA |
| ------------------- | -------------------------- | ------------------- |
| Num                 | Ciclista                   | Pos                 |
| 181                 | Ilnur Zakarin (RUS)        | 10.                 |
| 182                 | Enrico Battaglin (ITA)     | 66.                 |
| 183                 | Jenthe Biermans (BEL)      | 117.                |
| 184                 | Marco Haller (AUT)         | 116.                |
| 185                 | Reto Hollenstein (SUI)     | 94.                 |
| 186                 | Viacheslav Kuznetsov (RUS) | DNF-17              |
| 187                 | Daniel Navarro (ESP)       | DNF-4               |
| 188                 | Dmitry Strakhov (RUS)      | 121.                |

| Team Sunweb SUN | Team Sunweb SUN      | Team Sunweb SUN |
| --------------- | -------------------- | --------------- |
| Num             | Ciclista             | Pos             |
| 191             | Tom Dumoulin (NED)   | DNF-5           |
| 192             | Jan Bakelants (BEL)  | 43.             |
| 193             | Chad Haga (USA)      | 105.            |
| 194             | Chris Hamilton (AUS) | 34.             |
| 195             | Jai Hindley (AUS)    | 35.             |
| 196             | Sam Oomen (NED)      | DNF-14          |
| 197             | Robert Power (AUS)   | DNF-6           |
| 198             | Louis Vervaeke (BEL) | DNF-13          |

| Trek-Segafredo TFS | Trek-Segafredo TFS       | Trek-Segafredo TFS |
| ------------------ | ------------------------ | ------------------ |
| Num                | Ciclista                 | Pos                |
| 201                | Bauke Mollema (NED)      | 5.                 |
| 202                | Gianluca Brambilla (ITA) | 49.                |
| 203                | Giulio Ciccone (ITA)     | 16.                |
| 204                | William Clarke (AUS)     | 141.               |
| 205                | Nicola Conci (ITA)       | 63.                |
| 206                | Michael Gogl (AUT)       | 97.                |
| 207                | Markel Irizar (ESP)      | 136.               |
| 208                | Matteo Moschetti (ITA)   | NP-11              |

| UAE Team Emirates UAD | UAE Team Emirates UAD       | UAE Team Emirates UAD |
| --------------------- | --------------------------- | --------------------- |
| Num                   | Ciclista                    | Pos                   |
| 211                   | Fernando Gaviria (COL)      | DNF-7                 |
| 212                   | Tom Bohli (SUI)             | 139.                  |
| 213                   | Simone Consonni (ITA)       | 131.                  |
| 214                   | Valerio Conti (ITA)         | NP-18                 |
| 215                   | Marco Marcato (ITA)         | 99.                   |
| 216                   | Juan Sebastián Molano (COL) | NP-4                  |
| 217                   | Jan Polanc (SLO)            | 15.                   |
| 218                   | Diego Ulissi (ITA)          | 42.                   |

| Movistar Team MOV | Movistar Team MOV        | Movistar Team MOV |
| ----------------- | ------------------------ | ----------------- |
| Num               | Ciclista                 | Pos               |
| 1                 | Mikel Landa (ESP)        | 4.                |
| 2                 | Andrey Amador (CRC)      | 39.               |
| 3                 | Richard Carapaz (ECU)    | 1.                |
| 4                 | Héctor Carretero (ESP)   | 88.               |
| 5                 | Lluís Mas (ESP)          | 126.              |
| 6                 | Antonio Pedrero (ESP)    | 46.               |
| 7                 | José Joaquín Rojas (ESP) | 50.               |
| 8                 | Jasha Sütterlin (GER)    | 120.              |

| AG2R La Mondiale ALM | AG2R La Mondiale ALM    | AG2R La Mondiale ALM |
| -------------------- | ----------------------- | -------------------- |
| Num                  | Ciclista                | Pos                  |
| 11                   | Tony Gallopin (FRA)     | DNF-16               |
| 12                   | François Bidard (FRA)   | 30.                  |
| 13                   | Nico Denz (GER)         | 124.                 |
| 14                   | Hubert Dupont (FRA)     | 47.                  |
| 15                   | Ben Gastauer (LUX)      | 79.                  |
| 16                   | Nans Peters (FRA)       | 61.                  |
| 17                   | Larry Warbasse (USA)    | 52.                  |
| 18                   | Alexis Vuillermoz (FRA) | 29.                  |

| Androni Giocattoli-Sidermec ANS | Androni Giocattoli-Sidermec ANS | Androni Giocattoli-Sidermec ANS |
| ------------------------------- | ------------------------------- | ------------------------------- |
| Num                             | Ciclista                        | Pos                             |
| 21                              | Francesco Gavazzi (ITA)         | 58.                             |
| 22                              | Manuel Belletti (ITA)           | 109.                            |
| 23                              | Mattia Cattaneo (ITA)           | 28.                             |
| 24                              | Miguel Flórez López (COL)       | 72.                             |
| 25                              | Marco Frapporti (ITA)           | 81.                             |
| 26                              | Fausto Masnada (ITA)            | 20.                             |
| 27                              | Matteo Montaguti (ITA)          | 53.                             |
| 28                              | Andrea Vendrame (ITA)           | 55.                             |

| Astana AST | Astana AST               | Astana AST |
| ---------- | ------------------------ | ---------- |
| Num        | Ciclista                 | Pos        |
| 31         | Miguel Ángel López (COL) | 7.         |
| 32         | Pello Bilbao (ESP)       | 31.        |
| 33         | Manuele Boaro (ITA)      | 90.        |
| 34         | Dario Cataldo (ITA)      | 48.        |
| 35         | Jan Hirt (CZE)           | 27.        |
| 36         | Ion Izagirre (ESP)       | 36.        |
| 37         | Davide Villella (ITA)    | 60.        |
| 38         | Andrey Zeits (KAZ)       | 26.        |

| Bahrain-Merida TBM | Bahrain-Merida TBM       | Bahrain-Merida TBM |
| ------------------ | ------------------------ | ------------------ |
| Num                | Ciclista                 | Pos                |
| 41                 | Vincenzo Nibali (ITA)    | 2.                 |
| 42                 | Valerio Agnoli (ITA)     | 93.                |
| 43                 | Grega Bole (SLO)         | 110.               |
| 44                 | Damiano Caruso (ITA)     | 23.                |
| 45                 | Andrea Garosio (ITA)     | 98.                |
| 46                 | Kristjan Koren (SLO)     | NP-5               |
| 47                 | Antonio Nibali (ITA)     | 76.                |
| 48                 | Domenico Pozzovivo (ITA) | 19.                |

| Bardiani CSF BRD | Bardiani CSF BRD       | Bardiani CSF BRD |
| ---------------- | ---------------------- | ---------------- |
| Num              | Ciclista               | Pos              |
| 51               | Enrico Barbin (ITA)    | DNF-14           |
| 52               | Giovanni Carboni (ITA) | 57.              |
| 53               | Luca Covili (ITA)      | 84.              |
| 54               | Mirco Maestri (ITA)    | 103.             |
| 55               | Umberto Orsini (ITA)   | NP-9             |
| 56               | Lorenzo Rota (ITA)     | 85.              |
| 57               | Manuel Senni (ITA)     | 59.              |
| 58               | Paolo Simion (ITA)     | 140.             |

| Bora-Hansgrohe BOH | Bora-Hansgrohe BOH               | Bora-Hansgrohe BOH |
| ------------------ | -------------------------------- | ------------------ |
| Num                | Ciclista                         | Pos                |
| 61                 | Rafał Majka (POL)                | 6.                 |
| 62                 | Pascal Ackermann (GER) (estrada) | 122.               |
| 63                 | Cesare Benedetti (ITA)           | 74.                |
| 64                 | Davide Formolo (ITA)             | 14.                |
| 65                 | Jay McCarthy (AUS)               | 62.                |
| 66                 | Paweł Poljański (POL)            | 89.                |
| 67                 | Michaek Schwarzmann (GER)        | 114.               |
| 68                 | Rüdiger Selig (GER)              | 127.               |

| CCC Team CCC | CCC Team CCC             | CCC Team CCC |
| ------------ | ------------------------ | ------------ |
| Num          | Ciclista                 | Pos          |
| 71           | Amaro Antunes (POR)      | 54.          |
| 72           | Josef Černý (CZE)        | 115.         |
| 73           | Víctor de la Parte (ESP) | 21.          |
| 74           | Kamil Gradek (POL)       | 129.         |
| 75           | Jakub Mareczko (ITA)     | HD-12        |
| 76           | Łukasz Owsian (POL)      | 73.          |
| 77           | Laurens ten Dam (NED)    | DNF-6        |
| 78           | Francisco Ventoso (ESP)  | 87.          |

| Deceuninck-Quick Step DQT | Deceuninck-Quick Step DQT    | Deceuninck-Quick Step DQT |
| ------------------------- | ---------------------------- | ------------------------- |
| Num                       | Ciclista                     | Pos                       |
| 81                        | Elia Viviani (ITA) (estrada) | NP-12                     |
| 82                        | Eros Capecchi (ITA)          | 37.                       |
| 83                        | Mikkel Honoré (DEN)          | 101.                      |
| 84                        | Bob Jungels (LUX) (estrada)  | 33.                       |
| 85                        | James Knox (GBR)             | NP-13                     |
| 86                        | Fabio Sabatini (ITA)         | 92.                       |
| 87                        | Florian Sénéchal (FRA)       | DNF-20                    |
| 88                        | Pieter Serry (BEL)           | 38.                       |

| EF Education First EF1 | EF Education First EF1 | EF Education First EF1 |
| ---------------------- | ---------------------- | ---------------------- |
| Num                    | Ciclista               | Pos                    |
| 91                     | Sacha Modolo (ITA)     | DNF-7                  |
| 92                     | Sean Bennett (USA)     | 106.                   |
| 93                     | Matti Breschel (DEN)   | DNF-4                  |
| 94                     | Nathan Brown (USA)     | 67.                    |
| 95                     | Jonathan Caicedo (ECU) | 108.                   |
| 96                     | Hugh Carthy (GBR)      | 11.                    |
| 97                     | Joe Dombrowski (USA)   | 12.                    |
| 98                     | Tanel Kangert (EST)    | 18.                    |

| Groupama-FDJ GFC | Groupama-FDJ GFC          | Groupama-FDJ GFC |
| ---------------- | ------------------------- | ---------------- |
| Num              | Ciclista                  | Pos              |
| 101              | Arnaud Démare (FRA)       | 123.             |
| 102              | Jacopo Guarnieri (ITA)    | 132.             |
| 103              | Ignatas Konovalovas (LTU) | DNF-13           |
| 104              | Olivier Le Gac (FRA)      | 112.             |
| 105              | Tobias Ludvigsson (SWE)   | 82.              |
| 106              | Valentin Madouas (FRA)    | 13.              |
| 107              | Miles Scotson (AUS)       | 138.             |
| 109              | Ramon Sinkeldam (NED)     | 133.             |

| Israel Cycling Academy ICA | Israel Cycling Academy ICA | Israel Cycling Academy ICA |
| -------------------------- | -------------------------- | -------------------------- |
| Num                        | Ciclista                   | Pos                        |
| 111                        | Davide Cimolai (ITA)       | 130.                       |
| 112                        | Awet Ghebremedhn (ERI)     | 128.                       |
| 113                        | Guillaume Boivin (CAN)     | 125.                       |
| 114                        | Conor Dunne (IRL)          | 135.                       |
| 115                        | Krists Neilands (LAT)      | 100.                       |
| 116                        | Rubén Plaza (ESP)          | 71.                        |
| 117                        | Guy Niv (ISR)              | 113.                       |
| 118                        | Kristian Sbaragli (ITA)    | 77.                        |

| Lotto-Soudal LTS | Lotto-Soudal LTS         | Lotto-Soudal LTS |
| ---------------- | ------------------------ | ---------------- |
| Num              | Ciclista                 | Pos              |
| 121              | Caleb Ewan (AUS)         | NP-12            |
| 122              | Victor Campenaerts (BEL) | 111.             |
| 123              | Jasper De Buyst (BEL)    | DNF-15           |
| 124              | Thomas De Gendt (BEL)    | 51.              |
| 125              | Adam Hansen (AUS)        | 68.              |
| 126              | Roger Kluge (GER)        | NP-13            |
| 127              | Jelle Vanendert (BEL)    | DNF-5            |
| 128              | Tosh Van der Sande (BEL) | 64.              |

| Mitchelton-Scott MTS | Mitchelton-Scott MTS          | Mitchelton-Scott MTS |
| -------------------- | ----------------------------- | -------------------- |
| Num                  | Ciclista                      | Pos                  |
| 131                  | Simon Yates (GBR)             | 8.                   |
| 132                  | Jack Bauer (NZL)              | 95.                  |
| 133                  | Brent Bookwalter (USA)        | NP-16                |
| 134                  | Esteban Chaves (COL)          | 40.                  |
| 135                  | Luke Durbridge (AUS)          | 78.                  |
| 136                  | Lucas Hamilton (AUS)          | 25.                  |
| 137                  | Christopher Juul-Jensen (DEN) | 70.                  |
| 138                  | Mikel Nieve (ESP)             | 17.                  |

| Nippo-Vini Fantini-Faizanè NIP | Nippo-Vini Fantini-Faizanè NIP | Nippo-Vini Fantini-Faizanè NIP |
| ------------------------------ | ------------------------------ | ------------------------------ |
| Num                            | Ciclista                       | Pos                            |
| 141                            | Marco Canola (ITA)             | 107.                           |
| 142                            | Damiano Cima (ITA)             | 137.                           |
| 143                            | Nicola Bagioli (ITA)           | DNF-16                         |
| 144                            | Juan José Lobato (ESP)         | 134.                           |
| 145                            | Giovanni Lonardi (ITA)         | DNF-13                         |
| 146                            | Hiroki Nishimura (JPN)         | HD-1                           |
| 147                            | Sho Hatsuyama (JPN)            | 142.                           |
| 148                            | Ivan Santaromita (ITA)         | 102.                           |

| Dimension Data TDD | Dimension Data TDD           | Dimension Data TDD |
| ------------------ | ---------------------------- | ------------------ |
| Num                | Ciclista                     | Pos                |
| 151                | Ben O'Connor (AUS)           | 32.                |
| 152                | Scott Davies (GBR)           | 118.               |
| 153                | Enrico Gasparotto (ITA)      | 69.                |
| 154                | Amanuel Gebrezgabihier (ERI) | 45.                |
| 155                | Ryan Gibbons (RSA)           | 91.                |
| 156                | Giacomo Nizzolo (ITA)        | NP-13              |
| 157                | Mark Renshaw (AUS)           | DNF-13             |
| 158                | Danilo Wyss (SUI)            | 83.                |

| Team Ineos INS | Team Ineos INS           | Team Ineos INS |
| -------------- | ------------------------ | -------------- |
| Num            | Ciclista                 | Pos            |
| 161            | Pavel Sivakov (RUS)      | 9.             |
| 162            | Edward Dunbar (IRL)      | 22.            |
| 163            | Tao Geoghegan Hart (GBR) | DNF-13         |
| 164            | Sebastián Henao (COL)    | 24.            |
| 165            | Christian Knees (GER)    | 96.            |
| 166            | Jhonatan Narváez (ECU)   | 80.            |
| 167            | Salvatore Puccio (ITA)   | 86.            |
| 168            | Iván Ramiro Sosa (COL)   | 44.            |

| Team Jumbo-Visma TJV | Team Jumbo-Visma TJV  | Team Jumbo-Visma TJV |
| -------------------- | --------------------- | -------------------- |
| Num                  | Ciclista              | Pos                  |
| 171                  | Primož Roglič (SLO)   | 3.                   |
| 172                  | Koen Bouwman (NED)    | 41.                  |
| 173                  | Laurens De Plus (BEL) | DNF-7                |
| 174                  | Sepp Kuss (USA)       | 56.                  |
| 175                  | Tom Leezer (NED)      | 119.                 |
| 176                  | Paul Martens (GER)    | 75.                  |
| 177                  | Antwan Tolhoek (NED)  | 65.                  |
| 178                  | Jos van Emden (NED)   | 104.                 |

| Katusha-Alpecin TKA | Katusha-Alpecin TKA        | Katusha-Alpecin TKA |
| ------------------- | -------------------------- | ------------------- |
| Num                 | Ciclista                   | Pos                 |
| 181                 | Ilnur Zakarin (RUS)        | 10.                 |
| 182                 | Enrico Battaglin (ITA)     | 66.                 |
| 183                 | Jenthe Biermans (BEL)      | 117.                |
| 184                 | Marco Haller (AUT)         | 116.                |
| 185                 | Reto Hollenstein (SUI)     | 94.                 |
| 186                 | Viacheslav Kuznetsov (RUS) | DNF-17              |
| 187                 | Daniel Navarro (ESP)       | DNF-4               |
| 188                 | Dmitry Strakhov (RUS)      | 121.                |

| Team Sunweb SUN | Team Sunweb SUN      | Team Sunweb SUN |
| --------------- | -------------------- | --------------- |
| Num             | Ciclista             | Pos             |
| 191             | Tom Dumoulin (NED)   | DNF-5           |
| 192             | Jan Bakelants (BEL)  | 43.             |
| 193             | Chad Haga (USA)      | 105.            |
| 194             | Chris Hamilton (AUS) | 34.             |
| 195             | Jai Hindley (AUS)    | 35.             |
| 196             | Sam Oomen (NED)      | DNF-14          |
| 197             | Robert Power (AUS)   | DNF-6           |
| 198             | Louis Vervaeke (BEL) | DNF-13          |

| Trek-Segafredo TFS | Trek-Segafredo TFS       | Trek-Segafredo TFS |
| ------------------ | ------------------------ | ------------------ |
| Num                | Ciclista                 | Pos                |
| 201                | Bauke Mollema (NED)      | 5.                 |
| 202                | Gianluca Brambilla (ITA) | 49.                |
| 203                | Giulio Ciccone (ITA)     | 16.                |
| 204                | William Clarke (AUS)     | 141.               |
| 205                | Nicola Conci (ITA)       | 63.                |
| 206                | Michael Gogl (AUT)       | 97.                |
| 207                | Markel Irizar (ESP)      | 136.               |
| 208                | Matteo Moschetti (ITA)   | NP-11              |

| UAE Team Emirates UAD | UAE Team Emirates UAD       | UAE Team Emirates UAD |
| --------------------- | --------------------------- | --------------------- |
| Num                   | Ciclista                    | Pos                   |
| 211                   | Fernando Gaviria (COL)      | DNF-7                 |
| 212                   | Tom Bohli (SUI)             | 139.                  |
| 213                   | Simone Consonni (ITA)       | 131.                  |
| 214                   | Valerio Conti (ITA)         | NP-18                 |
| 215                   | Marco Marcato (ITA)         | 99.                   |
| 216                   | Juan Sebastián Molano (COL) | NP-4                  |
| 217                   | Jan Polanc (SLO)            | 15.                   |
| 218                   | Diego Ulissi (ITA)          | 42.                   |

Convenções:
- AB-N: Abandono na etapa "N"
- FLT-N: Retirou por chegada fora do limite de tempo na etapa "N"
- NTS-N: Não tomou a saída para a etapa "N"
- DES-N: Desclassificado ou expulso na etapa "N"

## UCI World Ranking
O Giro d'Italia outorgará pontos para o UCI World Ranking para corredores das equipas nas categorias UCI World Team e Profissional Continental. As seguintes tabelas mostram o barómetro de pontuação e os 10 corredores que obtiveram mais pontos:
| Posição             | 1.º | 2.º | 3.º | 4.º | 5.º | 6.º | 7.º | 8.º | 9.º | 10.º | 11.º | 12.º | 13.º | 14.º | 15.º | 16.º | 17.º | 18.º | 19.º | 20.º | 21.º-25.º | 26.º-30.º | 31.º-40.º | 41.º-50.º | 51.º-55.º | 56.º-60.º |
| Classificação geral | 850 | 680 | 575 | 460 | 380 | 320 | 260 | 220 | 180 | 140  | 120  | 100  | 84   | 68   | 60   | 56   | 52   | 48   | 44   | 40   | 32        | 24        | 20        | 16        | 12        | 8         |
| Por etapa           | 100 | 40  | 20  | 12  | 4   |     |     |     |     |      |      |      |      |      |      |      |      |      |      |      |           |           |           |           |           |           |
| Líder               | 20  |     |     |     |     |     |     |     |     |      |      |      |      |      |      |      |      |      |      |      |           |           |           |           |           |           |

| Classificação |                    |                  |       |       |       |       |
| Posição       | Ciclista           | Equipa           | Geral | Etapa | Líder | Total |
| ------------- | ------------------ | ---------------- | ----- | ----- | ----- | ----- |
| 1.º           | Richard Carapaz    | Movistar         | 850   | 228   | 140   | 1218  |
| 2.º           | Primož Roglič      | Jumbo-Visma      | 575   | 200   | 100   | 875   |
| 3.º           | Vincenzo Nibali    | Bahrain Merida   | 680   | 68    | -     | 748   |
| 4.º           | Mikel Landa        | Movistar         | 460   | 64    | -     | 524   |
| 5.º           | Bauke Mollema      | Trek-Segafredo   | 380   | 24    | -     | 404   |
| 6.º           | Rafał Majka        | Bora-Hansgrohe   | 320   | 12    | -     | 332   |
| 7.º           | Simon Yates        | Mitchelton-Scott | 220   | 100   | -     | 320   |
| 8.º           | Pascal Ackermann   | Bora-Hansgrohe   | -     | 312   | -     | 312   |
| 9.º           | Caleb Ewan         | Lotto Soudal     | -     | 284   | -     | 284   |
| 10.º          | Miguel Ángel López | Astana           | 260   | 12    | -     | 272   |